# Пон, Поль-Мари
Поль-Мари Пон (фр. Paul-Marie Pons; 24 июня 1904, Лонгви — 24 октября 1966, Париж) — французский государственный деятель. Известен как автор плана послевоенной реструктуризации французского автопрома, получившего его имя.

## Биография
Получив образование в Парижской Политехнической школе, избрал карьеру военно-морского инженера. Во время немецкой оккупации Франции занимался производством автомобильных газогенераторов.
После Второй мировой войны, назначен заместителем начальника Отдела механических и электротехнической промышленности (Division des Industries Mécaniques et Électriques, DIME) Министерства промышленности (в ту пору возглавляемого Робером Лакостом),

## «План Пона»
Данный план был частью более всеохватывающего плана модернизации и реконструкции, разработанного видным экономистом Жаном Монне, строившего свои расчёты на уверенности в преимущества плановой экономики. Им предусматривалась руководимая правительством рационализация французской автомобильной промышленности. Имевшееся на тот момент количество автопроизводителей (22 из них выпускали легковые автомобили и 28 — грузовые) было сочтено избыточным; предполагалось, что семь крупнейших предприятий (Berliet, Citroën, Ford SAF, Panhard, Peugeot, Renault и Simca) будут содействовать друг другу в выполнении намеченных правительством общих задач.
Предполагалось, например, что мощностей компаний Citroen и Renault достаточно для самостоятельной работы, а Peugeot следует объединить усилия с Hotchkiss, Latil и Saurer. Компании Berliet предписывалось создать ассоциацию с соседями по региону Isobloc и Rochet-Schneider. Двум оставшимся группам более мелких производителей автотехники — U.F.A (Union Française Automobile) и GFA (Générale Française de l’Automobile) — предстояло скооперироваться под началом Panhard и Simca соответственно, для выпуска всего лишь двух моделей легковых машин.
Наиболее крупные и мощные автомобили предстояло выпускать фирме Citroën, имевшей среди заготовок модель Traction. Renault и Peugeot заняли бы средний сегмент рынка, а оставшуюся часть получили бы Panhard и Simca, на долю которых осталось производство 2- и 4-дверных версий AFG — достаточно радикальной на тот момент конструкции переднеприводного автомобиля из алюминия, разработанной Жаном-Альбером Грегуаром.
Однако, не все события шли в соответствии с планом. Луи Рено, обвинённый в коллаборационизме, лишился своей компании и умер при подозрительных обстоятельствах в октябре 1944 года. Его дело перешло ветерану Сопротивления со связями в верхах Пьеру Лефоше, который, проигнорировав План, в 1948 году дополнительно к выпуску грузовиков, приступил также к выпуску разработанного во время войны легкового Renault 4CV. Аналогично поступила и компания Citroën, запустив в серию модель 2CV; Simca, заводы которой были расположены достаточно далеко и принадлежит иностранной компании (FIAT), также пыталась не подчиниться административному диктату. Впрочем, и Peugeot, выпускавшая в соответствии с Планом грузовики DMA (а затем) Q3/Q4 не отказалась от возможности заработать на своей легковой модели 203. Компании же Panhard оставалось производить A.F.G., переименованный в Panhard Dyna X.
Хотя крупные автопроизводители не вполне следовали налагаемым на них ограничениям, к тому моменту когда Поль-Мари Пон покинул свой пост в ноябре 1946 года, рынок транспортных средств был разделен весьма схоже с изначально намеченным в Плане.
Пассажирские автомобили:
- налоговой мощностью 4 CV: Panhard Dyna X, Renault 4CV;
- 6 — 8 CV: Peugeot 203, Simca 8;
- 10 — 12 CV: Citroen Traction Avant 11 CV,
- свыше 12 CV:Citroen Traction 15 CV

Компаниям Delahaye-Delage, Hotchkiss, Talbot предписывалось уделить особое внимание реализации своего экспортного потенциала.
Также в Плане упоминались 3 категории лёгких и 4 категории тяжёлых грузовиков, а кроме того автобусы, троллейбусы и спецмашины.

## Итоги реализации плана
В выигрыше от реализации Плана остались в первую очередь четверо крупнейших автопроизводителей, доминировавших на французском рынке в 1950-60е: Ситроен, Рено, Пежо и Симка. Остальным пришлось уделить большее внимание возможности экспортировать свою продукцию, либо сменить профиль, а то и вовсе закрыться.
Компания Панар, в 1930-е годы известная как производитель огромных, модных и, соответственно, дорогих автомобилей, перепрофилировалась в законодателя мод сегмента небольших автомобилей с алюминиевым кузовом. В конце 1940-х алюминий был доступен и относительно недорог, так как у государства отпала имевшаяся в военное время необходимость дотировать авиазаводы; а листовая сталь, востребованная большинством автопроизводителей для изготовления кузовов, оказалась в дефиците. Тем не менее, как выпуск, так и обслуживание Panhard Dyna оказались достаточно непросты, особенно для фирмы Panhard, у которой не хватало развитой сети дилеров и сервисных центров, коими обладала четвёрка крупнейших автопроизводителей. В 1949 Panhard выпустила 4834 легковых автомобилей, что могло бы считаться немалым достижение в тех условиях, но достижением смехотворным если сравненить с 63920 автомобилей производенных в том же году на Renault и 49424 у Citroen..
Мелким же производители видели в Плане очередную разорительную выдумку столичных бюрократов, к тому же грозящую затянуться надолго. Их роскошные лимузины более не находили сбыта в соседних странах, разорённых прошедшей войной в той же мере, что и Франция; даже швейцарский рынок был слишком мал для предлагаемого количества автомобилей высшего класса производства Франции, Великобритании, Италии и, ближе к 1950-м годам, ещё и Германии. В Северной Америке было множество потенциальных покупателей, но их запросы в основном удовлетворялись местными производителями; время после Второй мировой войны, (по крайней мере, до возврата Mercedes-Benz к экспансионистской политике), среди европейских автофирм, отметившихся на американском рынке, лидировали британцы.
По мере восстановления французской экономики, а также отхода от плана Пона и связанных с ним ограничений потребления стали в 1950-х, оказалось, что на производителей авто класса люкс сильно влияют установленные ещё в конце 40-х драконовские налоги на легковые автомобили с двигателями объёмом более 2 литров (то есть для всех машин, у которых объём двигателя превосходил таковой у обычных Ситроенов).
Сильно пострадали от Плана те, кто в нём почти и не упоминался, а именно автопроизводители второго эшелона. Например, Эмиль Матис, который был вынужден покинуть Францию из-за расистской политики государства, проводимой во время немецкой оккупации, в 1946 году вернулся и инвестировал значительные средства в восстановление принадлежавшего ему ранее автозавода в Страсбурге, сильно повреждённого в результате бомбардировок. По иронии судьбы, эти результаты оказались более разрушительными, поскольку сам же Маттис и передал ранее планы завода американцам.
Несмотря на все потери, уже в 1948 Матис на Парижском автосалоне демонстрирует публике вполне современный шестицилиндровый седан «Type 666», но, в условиях реализации Плана, ни ему, ни десяткам других мелких производителей не суждено воплотить в жизнь свои идеи, в силу уже упоминавшегося дефицита сырья. В итоге Матис был вынужден отказаться от идеи вернуться в авто-решений, а производительные активы его завода Страсбурге были проданы Citroen в 1953 году. Три года спустя Эмиль Матис скончался после несчастного случая (выпал из окна отеля в Женеве).
Схожая судьба была и у компании Корр-Ля Ликорн, руководство которой также полагало возможным игнорировать План. Подобно фирме Матиса, Ликорну было что продемонстрировать на автошоу (1450-кубовый (8CV)) Type 164R в 1947 и кабриолет 14 CV в 1948-м), но без всё той же листовой стали дальше выставочных образцов дело не пошло.
В итоге, многие мелкие автофирмы, пережившие войну, занимаясь военными поставками, обнаружили, что в мирное время их профильная деятельность невозможна, поскольку, в силу размеров их бизнеса, они не могут входить в прилагаемый к Плану «список предпочтительных производителей»; среди них можно упомянуть фирмы Rosengart и Salmson.